# Kosuke Nakamura
Kosuke Nakamura (Tóquio, 27 de fevereiro de 1995) é um futebolista japonês que atua como goleiro no Kashiwa Reysol e defende a Seleção Japonesa.

## Carreira

### Avispa Fukuoka
Nakamura se profissionalizou no Avispa Fukuoka, em 2015. No clube atuou por apenas 23 partidas, mas que o levaram em 2016 uma transferência para o Kashiwa Reysol.

### Kashiwa Reysol
Foi no Kashiwa Reysol onde Nakamura jogou grande parte do seu tempo no Japão, contando com 146 partidas pelo emblema do clube nipónico. Os bons desempenhos valeriam-lhe uma transferência em 2021 para o Portimonense.

### Portimonense
Nakamura assume durante a restante época 2020-2021 e 2021-2022 o papel de guarda-redes secundário, não conseguindo afirmar a sua posição na equipa titular, apenas integrando a mesma em casos esporádicos aquando de suspensões dos guarda-redes titulares. No entanto, é na época 2022-2023, após a saída de Samuel Portugal, que Nakamura afirma o seu lugar na equipa titular dos Algarvios.

## Seleção
Kosuke Nakamura fez parte do elenco da Seleção Japonesa de Futebol nas Olimpíadas de 2016.

## Títulos
Kashiwa Reysol
- Segunda Divisão Japonesa: 2019